# Thieulloy-la-Ville
Thieulloy-la-Ville är en kommun i departementet Somme i regionen Hauts-de-France i norra Frankrike. Kommunen ligger i kantonen Poix-de-Picardie som tillhör arrondissementet Amiens. År 2022 hade Thieulloy-la-Ville 140 invånare.

## Befolkningsutveckling
Antalet invånare i kommunen Thieulloy-la-Ville
| Referens: INSEE |